# Primera División de Uruguay 1935
Liga Profesional de Primera División 1935 var den 33:e säsongen av Uruguays högstaliga i fotboll, och fjärde säsongen som ligan spelades på professionell nivå. Ligan spelades som ett seriespel där samtliga lag mötte varandra vid två tillfällen. Totalt spelades 90 matcher med 274 gjorda mål.
Peñarol vann sin 13:e titel som uruguayanska mästare.

## Deltagande lag
10 lag deltog i mästerskapet, samtliga från Montevideo.

## Resultat
| Nr | Lag                  | S  | V  | O | F  | GM | IM | MS  | P  |
| -- | -------------------- | -- | -- | - | -- | -- | -- | --- | -- |
| 1  | Peñarol              | 18 | 15 | 1 | 2  | 36 | 9  | +27 | 31 |
| 2  | Nacional             | 18 | 14 | 1 | 3  | 36 | 11 | +25 | 29 |
| 3  | Montevideo Wanderers | 18 | 10 | 5 | 3  | 30 | 20 | +10 | 25 |
| 4  | Rampla Juniors       | 18 | 8  | 2 | 8  | 32 | 25 | +7  | 18 |
| 5  | CA Defensor          | 18 | 8  | 2 | 8  | 31 | 29 | +2  | 18 |
| 6  | River Plate          | 18 | 7  | 3 | 8  | 30 | 34 | −4  | 17 |
| 7  | IA Sud América       | 18 | 6  | 5 | 7  | 19 | 28 | −9  | 17 |
| 8  | Central FC           | 18 | 4  | 4 | 10 | 17 | 29 | −12 | 12 |
| 9  | Racing Club          | 18 | 3  | 2 | 13 | 21 | 34 | −13 | 8  |
| 10 | Bella Vista          | 18 | 2  | 1 | 15 | 22 | 55 | −33 | 5  |